# Elatostema morobense
Elatostema morobense är en nässelväxtart som beskrevs av Perry. Elatostema morobense ingår i släktet Elatostema och familjen nässelväxter. Inga underarter finns listade i Catalogue of Life.